# Simonurius campestratus
Simonurius campestratus là một loài nhện trong họ Salticidae.
Loài này thuộc chi Simonurius. Simonurius campestratus được Eugène Simon miêu tả năm 1901.